# 10 000 mètres féminin aux championnats du monde d'athlétisme 2007
Navigation
Helsinki 2005 Berlin 2009
L'épreuve du 10 000 mètres féminin des championnats du monde d'athlétisme 2007 s'est déroulée le 27 août 2007 dans le stade Nagai d'Osaka au Japon. Elle est remportée par l'Éthiopienne Tirunesh Dibaba.
Il n'y a pas eu de course de qualification, 22 concurrentes étaient inscrites pour cette finale.
En août 2015, la deuxième place de la Elvan Abeylegesse est remise en cause à la suite du réexamen des échantillons prélevés en 2005 : l'IAAF annonce que les médailles seront prochainement redistribuées.

## Records
| Record du monde            | 29 min 31 s 78 | Wang Junxia     | Chine       | 8 septembre 1993 | Pékin             |
| Record des championnats    | 30 min 04 s 18 | Berhane Adere   | Éthiopie    | 23 août 2003     | Paris Saint-Denis |
| Meilleure performance 2007 | 31 min 00 s 27 | Mestawet Tufa   | Éthiopie    | 26 juin 2007     | Valkenswaard      |
| Record d'Afrique           | 30 min 04 s 18 | Berhane Adere   | Éthiopie    | 23 août 2003     | Paris Saint-Denis |
| Record d'Asie              | 29 min 31 s 78 | Wang Junxia     | Chine       | 8 septembre 1993 | Pékin             |
| Record d'Amérique du Nord  | 30 min 50 s 32 | Deena Kastor    | États-Unis  | 3 mai 2002       | Palo Alto         |
| Record d'Amérique du Sud   | 31 min 47 s 76 | Carmen Oliveira | Brésil      | 21 août 1993     | Stuttgart         |
| Record d'Europe            | 30 min 01 s 09 | Paula Radcliffe | Royaume-Uni | 6 août 2002      | Munich            |
| Record d'Océanie           | 30 min 37 s 68 | Benita Johnson  | Australie   | 23 août 2003     | Paris Saint-Denis |

## Médaillées
| Or              | Argent       | Bronze       |
| Tirunesh Dibaba | Kara Goucher | Joanne Pavey |

## Résultats
| Rang | Pays             | Athlète               | Temps               |
| ---- | ---------------- | --------------------- | ------------------- |
| 1    | Éthiopie         | Tirunesh Dibaba       | 31 min 55 s 41 (SB) |
| 2    | Turquie          | Elvan Abeylegesse     | 31 min 59 s 40      |
| 3    | États-Unis       | Kara Goucher          | 32 min 02 s 05 (SB) |
| 4    | Royaume-Uni      | Joanne Pavey          | 32 min 03 s 81      |
| 5    | Nouvelle-Zélande | Kimberley Smith       | 32 min 06 s 89      |
| 6    | États-Unis       | Deena Kastor          | 32 min 24 s 58      |
| 7    | Éthiopie         | Ejegayehu Dibaba      | 32 min 30 s 44      |
| 8    | Kenya            | Philes Ongori         | 32 min 30 s 74      |
| 9    | Kenya            | Emily Chebet          | 32 min 31 s 21 (SB) |
| 10   | Japon            | Kayoko Fukushi        | 32 min 32 s 85      |
| 11   | Belgique         | Nathalie De Vos       | 32 min 38 s 60      |
| 12   | Russie           | Inga Abitova          | 32 min 40 s 39      |
| 13   | États-Unis       | Katie McGregor        | 32 min 44 s 76      |
| 14   | Japon            | Megumi Kinukawa       | 32 min 45 s 19      |
| 15   | Japon            | Akane Wakita          | 32 min 48 s 68      |
| 16   | Maroc            | Asmae Leghzaoui       | 32 min 51 s 30      |
| 17   | Australie        | Benita Johnson        | 32 min 55 s 94 (SB) |
| 18   | Éthiopie         | Aheza Kiros           | 33 min 06 s 60      |
| 19   | Kenya            | Evelyne Wambui Nganga | 33 min 17 s 12      |
|      | Biélorussie      | Volha Krautsova       | DNF                 |
|      | Éthiopie         | Mestawet Tufa         | DNF                 |
|      | Mexique          | Nora Leticia Rocha    | DNS                 |